# Urgleptes bicoloratus
Urgleptes bicoloratus är en skalbaggsart som beskrevs av Gilmour 1960. Urgleptes bicoloratus ingår i släktet Urgleptes och familjen långhorningar.
Artens utbredningsområde är Guatemala. Inga underarter finns listade i Catalogue of Life.